# Hydraecia rubida
Hydraecia rubida là một loài bướm đêm trong họ Noctuidae.